# ピュアアース
ピュアアース（英: Pure Earth）は、アメリカ合衆国のニューヨークに本部を置く国際的な非営利団体 (NPO) 。1999年設立。民間団体や寄贈者、政府機関と一体となり、汚染地域の浄化や汚染物質除去のための技術や資金の提供を行っている。
汚染による人体への影響が大きい発展途上国を中心に活動しており、具体的には発展途上国における汚染地域の特定（各国の関連団体やインターネットを通じて特定している）や汚染地域における健康への影響の調査、汚染地域浄化のための詳細な解決策の実行などをになっている。
かつてはブラックスミス研究所 (Blacksmith Institute) といったが、活動内容が伝わりにくいとして、2015年3月10日に改称された。この決定には、俳優のデーヴ・パテールの後押しがあったという。